# منشي مهر الله
كان منشي محمد مهر الله ( 1861-1907 ) أحد خطباء الإسلام والمصلح الاجتماعي ومجاهد في البنغال البريطانية. ليست هناك فكرة واضحة عن التعليم الرسمي لمهر الله ، ولكن كل كتاب كتبه علميا وبشكل جيد لدرجة أنه يعجب كل قارئ حكيم، عطل أعمال رجال الدين المسيحيين المتعلمين تعليماً عالياً والمدعومين من الحكومة بمهارته وحذاقته. قام بتأليف كتب حول الديانات المختلفة ، بما في ذلك الإسلام. وكان مهير الله يسمى أيضًا بانجاباندو (صديق البنغال).

## ترجمته
ولد المنشي مهر الله بن المنشي محمد وارث سنة 1861 في قرية ساتيانتلا (Chhatiantala) في جَسَر . اعتاد على كسب الرزق من خلال القيام بخياطة قليلة في جَسَر.  وفي ذلك الوقت بدأ رجال الدين المسيحي يعملون في البنغال والهند استهدافا للإسلام ولتشويه صورة الإسلام. آنذاك اعتنق المسيحية مسلم اسمه شيخ ضمير الدين بتحريض من رجال الدين وحصل على الدرجة العليا من كلية إله آباد ثم صار من علماء النصاري يكتب ضد الإسلام والقرآن. لكنه انهزم في مناظرة له مع منشي مهرالله فاعتنق الإسلام من جديد. وكان منشي مهر الله محايدًا أثناء حركة تقسيم البنغال.  توفي عام 1908 عن عمر يناهز 46 عامًا. كان الإنجليز يقولون لشعب الهند في إحدى الإجتماعات لماذا شعب بلدك مختلف؟ قصير ، طويل ، صغير، كبير ، أسود ، أبيض. وكل واحد من شعبنا أبيض. فقال منشي مهر الله ردًا على كلامهم وقال: أولاد الخنزير قسم واحد ولكن أولاد الخيل أقسام مختلفة

## كتبه
الكتب التي كتبها منشي مهر الله دعما في شؤون الدعوة والتبليغ هي كالتالي:
1. بطلان المسيحية
2. مهر الإسلام
3. الأرملة غانجانا
4. الهندوسية لغز أو إلهة
5. رد المسيحية ودليل الإسلام
6. كتاب الوصايا
7. أجوبة النصاري

في الوقت الحاضر ، نُشرت أعمال منشي مهر الله في مجلدين من مكتبة بنغالية تقع في العاصمة داكا. كما نُشرت أعماله من أكاديمية منشي مهر الله للبحوث.